# Thérèse de Los Andes
Pour les articles homonymes, voir Thérèse de Jésus (homonymie) et Sainte Thérèse.
Thérèse de Los Andes, née Juanita Fernandez Solar, en religion Thérèse de Jésus (13 juillet 1900, Santiago du Chili - 12 avril 1920, Los Andes), est une religieuse chilienne carmélite, canonisée par Jean-Paul II en 1993.
Elle naît dans une famille aisée du Chili, et découvre à l'adolescence les écrits de Thérèse de Lisieux et d'Élisabeth de la Trinité. À 15 ans, elle souhaite entrer au Carmel, mais doit attendre ses 19 ans pour y entrer finalement avec l'accord de son père.
Elle contracte le typhus et meurt moins d'un an après son entrée au couvent. Elle est enterrée le 14 avril 1920, au milieu d'une foule considérable qui la considère déjà comme une sainte.
Son procès en béatification débute en 1947. Béatifiée quarante ans plus tard, elle est canonisée en 1993. Très populaire au Chili, elle est nommée sainte patronne du pays.

## Biographie

### Son enfance
Juana (Juanita) Enriqueta Josefina de los Sagrados Corazones Fernández Solar dite Thérèse de Los Andes, est née le 13 juillet 1900 à Santiago du Chili, d'une famille nombreuse, chrétienne et aisée (son père est propriétaire d'une grande propriété agricole). Ses parents, Miguel Fernandez et Lucia Solar, ont eu sept enfants : Lucia, Miguel, Luis, Juana (qui mourut en bas âge), Rebeca, Ignacio et Juanita. Elle est baptisée deux jours après sa naissance.
À partir de l'âge de 6 ans, elle accompagne sa mère tous les jours à la messe, et fait sa première communion en septembre 1910. Dès lors, elle s'efforcera de communier tous les jours.
Dès 1907, elle pratique quotidiennement la récitation du rosaire, et s'évertue à dominer son caractère vif en se rendant disponible aux autres, et aux pauvres en particulier.
Thérèse est une jeune fille tout à fait ordinaire, pratiquant le sport, surtout la natation et l'équitation. Elle apprécie les études qu'elle fait au collège des religieuses du Sacré-Cœur, et elle aide à la vie de la maison. Toutefois, sa santé chancelante donne de gros soucis à sa famille. Elle est régulièrement malade durant son adolescence. À l'âge de 14 ans, elle doit être opérée d'une appendicite (opération délicate et risquée à l'époque). C'est à ce moment qu'elle découvre Histoire d'une âme, récit autobiographique de la carmélite française Thérèse de Lisieux. 
Juanita (Thérèse) rédige elle aussi un journal qu'elle intitulera « Histoire de la vie d'une de ses filles ». Elle dédiera ce journal à la mère Julia Rios de la communauté religieuse gérant le collège.
En 1915, Thérèse entre avec sa sœur Rebeca, comme interne au collège du Sacré-Cœur. Cette séparation du foyer familial lui coûte beaucoup.
Thérèse a aussi une grande attention envers les pauvres. Elle prend sous son aile un jeune enfant, Juanito, qui habite le bidonville de Santiago. Jusqu'à son entrée au Carmel, elle veille à lui donner un repas quotidien et des vêtements, allant jusqu'à vendre sa montre pour lui acheter des souliers. Au collège, elle vient en aide aux élèves pauvres ou ayant des difficultés scolaires. Durant ses vacances scolaires, elle enseigne le catéchisme aux enfants des fermiers travaillant pour son père.

### Le désir du Carmel
Le jour de ses 15 ans, en 1915, Thérèse décide d'entrer au Carmel. Deux ans plus tard, elle lit et découvre la vie d'Élisabeth de la Trinité ce qui confirmera son souhait. Thérèse aura une grande affinité spirituelle avec Élisabeth de la Trinité (qui n'était pas encore béatifiée, et ne le sera qu'en 1984). Elle a aussi une grande dévotion pour la Vierge Marie.
Elle entretient une correspondance assidue avec la mère prieure du Carmel de Los Andes, visite le monastère, et demande son entrée dans la communauté carmélitaine.
En 1918,  elle quitte le collège pour venir s'occuper du foyer familial car sa sœur aînée, qui avait cette charge, vient de se marier. Le 25 mars 1919, elle rédige une lettre à son père pour lui demander l'autorisation d'entrer au Carmel. Avec l'accord de ce dernier, elle entre en clôture le 7 mai et prend le nom de Thérèse de Jésus,.

### Au Carmel

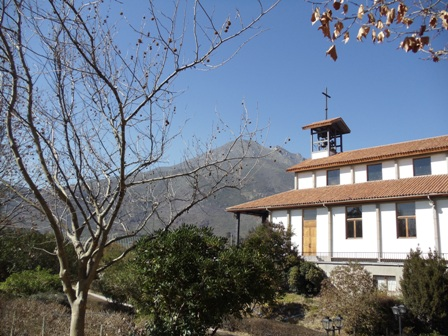
Sanctuaire de Auco-Rinconada, proche du monastère de N.-D. de Los Andes.

Le 7 mai 1919 elle entre au Carmel comme postulante, puis elle commence son noviciat (prise d'habit) le 14 octobre,. Bien qu'étant encore novice, elle entame une énorme correspondance avec des personnes extérieures au Carmel. Ses biographes relatent que Thérèse a vécu au Carmel de grandes unions mystiques, mais également des sécheresses spirituelles,.
Mais dans les premiers jours de 1920, elle tombe gravement malade et déclare qu'elle mourra dans un mois. Les médecins découvrent tardivement qu'elle est atteinte du typhus. Le 5 avril, elle reçoit les derniers sacrements et le lendemain fait sa profession religieuse in articulo mortis,,. Le 12 avril, vers 19 heures, elle meurt alors qu'elle n'avait pas vingt ans.
Ses obsèques sont célébrées le 14 avril au milieu d'une foule considérable qui considère déjà Thérèse comme une sainte. En 1940, ses restes sont transférés du cimetière du couvent du Saint-Esprit de Los Andes au chœur de l'église de la communauté. En 1988, ils sont transférés au sanctuaire Sainte-Thérèse-des-Andes d'Auco, quartier de Rinconada.
Sa sœur cadette, Rebecca, entre à son tour dans ce même Carmel le 23 novembre 1920 et prend le nom Thérèse du Divin Cœur. Elle y meurt le 31 décembre 1942.

## Canonisation et hommages posthumes

### Le miracle
Le 7 décembre 1988, Marcela, jeune fille de 11 ans, lors d'une sortie scolaire à la piscine de Santiago, se noie accidentellement dans le grand bain et reste plus de cinq minutes au fond de la piscine. Ses camarades de classe et leur enseignante prient Thérèse de Los Andes de la sauver. Amenée dans un état très grave à l'hôpital, dans l'unité de soins intensifs, elle récupère complètement en l'espace de quelques heures. La science médicale n'a pas eu d'explication pour ce cas. Telle fut la conclusion unanime des cinq médecins qui examinèrent ce cas à Rome, pour la Congrégation pour les causes des saints. Ils déclarèrent son caractère extraordinaire. Ce miracle a été attribué, par l'Église catholique à l'intercession de Thérèse de Los Andes, et a permis la béatification de la jeune religieuse.

### Procès et canonisation
Le 20 mars 1947 s'ouvre le procès diocésain en vue de sa béatification. Celui-ci se termine en 1971.
- Le 22 mars 1986, elle est déclarée vénérable.
- Elle est béatifiée le 3 avril 1987 à Santiago du Chili par le pape Jean-Paul II[5].
- Et elle est canonisée le 21 mars 1993 à Rome par le pape Jean-Paul II[5].

Lors de la cérémonie de canonisation, le pape a déclaré : « À une société sécularisée qui vit en tournant le dos à Dieu, je présente avec une vive joie, comme modèle de l'éternelle jeunesse de l'Évangile, cette carmélite chilienne. Elle apporte le témoignage limpide d'une existence qui proclame aux hommes d'aujourd'hui que c'est dans l'amour, l'Adoration et le service de Dieu que résident la grandeur et la joie, la liberté et la pleine réalisation de la créature humaine. La vie de la bienheureuse Thérèse crie doucement depuis son cloître : Dieu seul suffit ! ».
Sa mémoire est célébrée dans l’Église catholique le 12 avril, mais l'ordre du Carmel la fête le 13 juillet, jour anniversaire de sa naissance, bien qu'elle soit décédée un 12 avril. Sa fête est célébrée avec rang de mémoire,.

### Pèlerinages et construction d'un sanctuaire

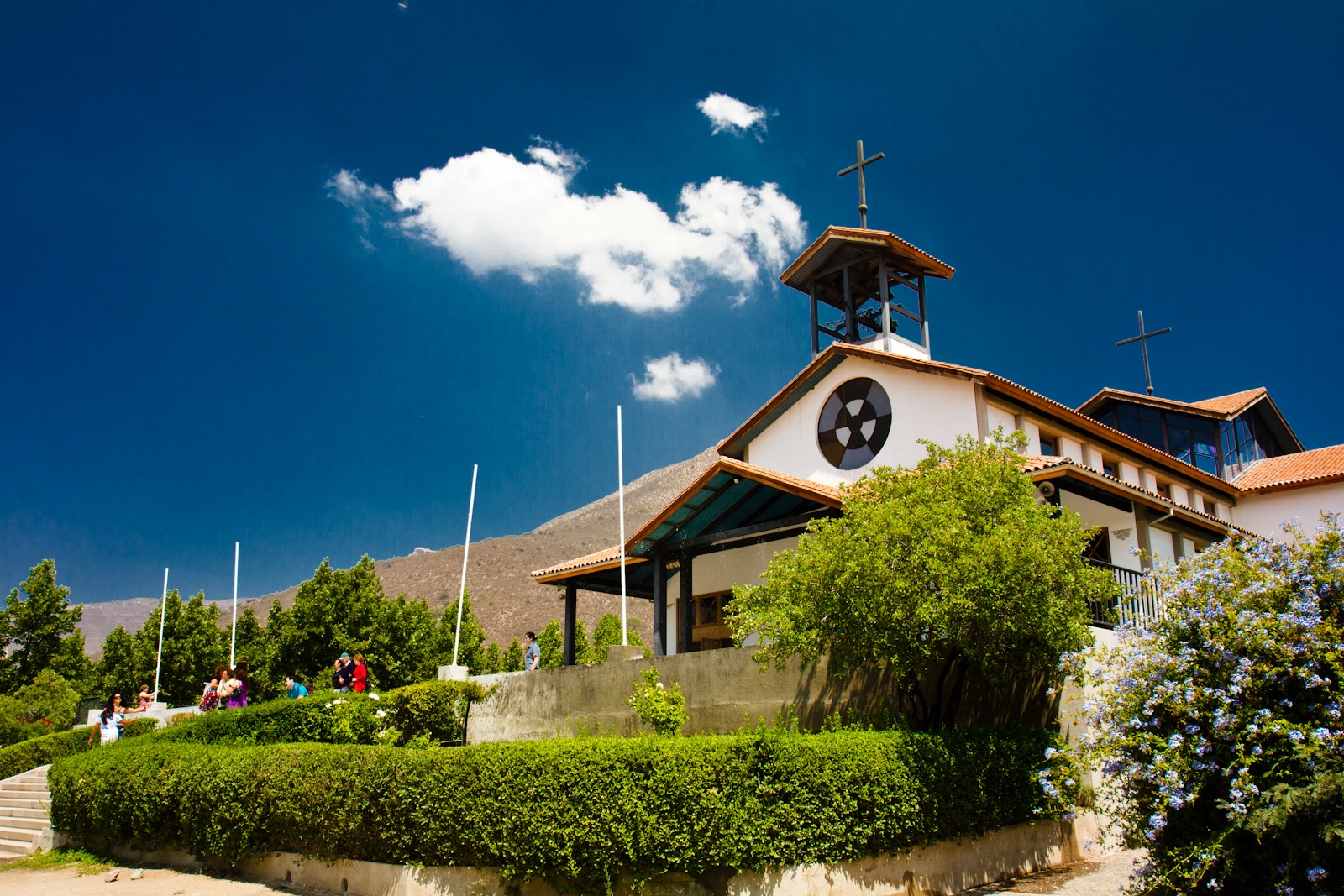
Sanctuaire de Auco-Rinconada construit pour abriter les reliques de la sainte.

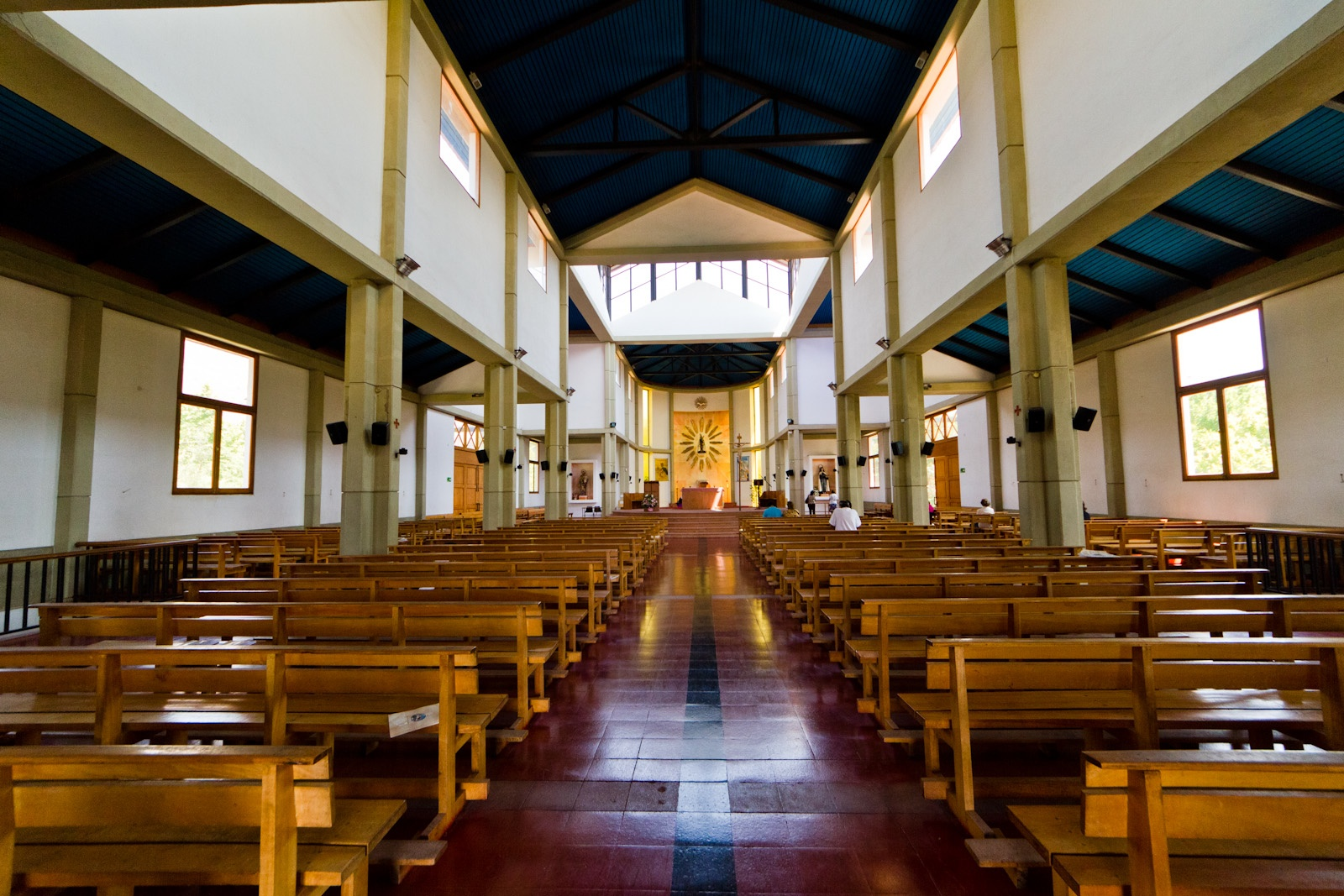
Église du sanctuaire dédiée à Notre-Dame du Mont-Carmel.

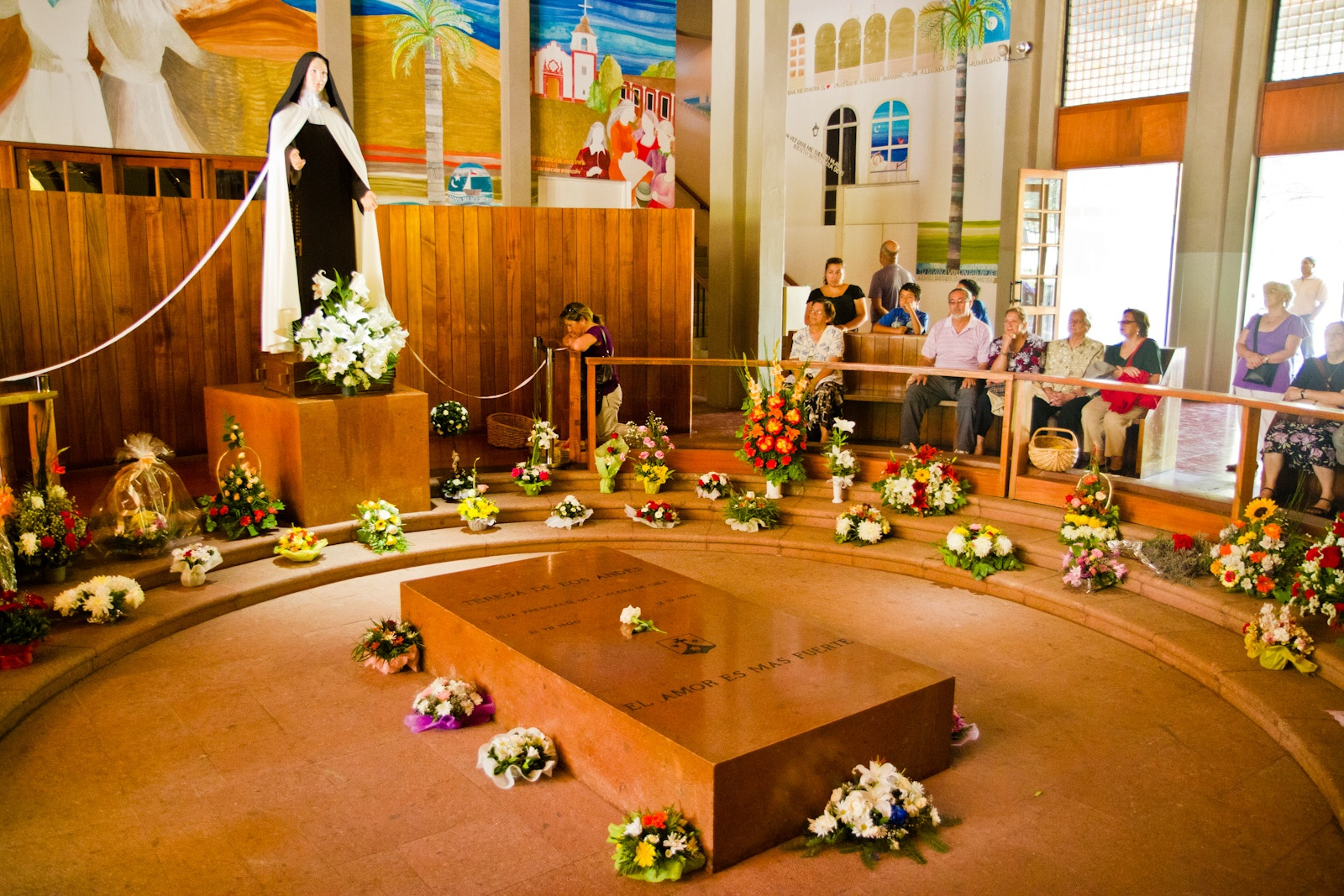
Crypte où repose le corps de la sainte.

En 1987, un sanctuaire est construit à Auco (proche du Carmel de Los Andes) pour accueillir les reliques de la religieuse.
Les pèlerins se rendent de plus en plus nombreux sur la tombe de Thérèse de Los Andes, et avant même sa béatification, l'ancien monastère de Los Andes se trouve être trop petit pour les accueillir. Avec l'annonce de sa prochaine béatification, il est décidé d'ériger un nouveau sanctuaire dans la municipalité de Rinconada : le sanctuaire d'Auco-Rinconada. La bénédiction et la pose de la première pierre a eu lieu le 16 janvier 1988. Les restes de la carmélite sont transférés (depuis le monastère de Los Andes), dans la crypte du sanctuaire le 11 décembre 1988.
Le lendemain, le sanctuaire est consacré par les autorités ecclésiastiques à Notre-Dame du Mont-Carmel.
En mai 1988, le sanctuaire est placé sous la responsabilité des pères carmes déchaux et des sœurs carmélites missionnaires thérèsiennes. Le Père Rodrigo Segura Orrego est le recteur du sanctuaire depuis 2021. Celui-ci reçoit plus de 100 000 pèlerins par mois, dont un grand nombre le deuxième samedi d'octobre pour le pèlerinage de la jeunesse De Chacabuco au Carmel ... un chemin de sainteté. Ce sanctuaire est devenu un grand centre spirituel du Chili.

### Filmographie
En 1989, la télévision chilienne réalise un film Teresa de Los Andes, racontant sa vie. Ce film de 5 épisodes d'une durée de 6h30 a été rediffusé en septembre 2009,.

### Hommages rendus par l'Église catholique
Sainte Thérèse de Los Andes est la première sainte du Chili, et la troisième sainte canonisée de l'Amérique latine, les deux autres étant Rose de Lima et Maríana de Paredes y Flores.
Le 6 octobre 2004, une statue de Thérèse de Los Andes est installée au Vatican, dans le murs de la basilique Saint-Pierre, en présence du pape Jean-Paul II. Thérèse de Los Andes est la première sainte latino-américaine à bénéficier de cet honneur.

## Ses écrits
Morte très jeune, Thérèse n'a pas eu le temps de rédiger une œuvre de synthèse comme beaucoup de grands saints. Elle laisse cependant plusieurs écrits qui montrent son amour pour Dieu, son testament spirituel.
- Sa correspondance : 164 lettres écrites, depuis l'âge de 10 ans jusqu'à sa mort, et conservées par leurs destinataires (parents, frères et sœurs, directeurs spirituels et amis).
- Le journal : écrit entre 1915 et 1919, sans doute à la suggestion de la mère Ríos du collège du Sacré-Cœur à Santiago (où Juanita était élève). En entrant au Carmel, Thérèse voulait brûler ce journal où elle révèle l'intimité de sa relation avec Dieu. Sa mère obtient de le conserver en souvenir, et elle ne le lira qu'après la mort de sa fille.

## Citations
- « [...] L'histoire que vous allez lire n'est pas l'histoire de ma vie, mais la vie intime d'une pauvre âme que, sans aucun mérite de sa part, Jésus-Christ a aimée spécialement et a comblée de bienfaits et de grâces. L'histoire de mon âme se résume en deux mots : souffrir et aimer. Ils contiennent ma vie entière depuis que je me rendis compte de tout, c'est-à-dire vers les six ans, ou même avant. J'ai souffert, mais le bon Jésus m'a appris à souffrir en silence et à épancher en lui mon pauvre petit cœur. ». (Journal 1)
- « Et si par faiblesse je tombe, Jésus chéri, je te regarderai dans ta montée au Calvaire et aidée par toi, je me relèverai. Ne permets pas que je t'offense, pas même légèrement. Je préfère mille morts plutôt que de te faire la plus légère peine. ». (Journal 17)
- « La méditation, miroir de l'âme [...] Tous les jours je fais ma méditation et je vois combien elle m'est une grande aide pour me sanctifier. C'est le miroir de l'âme. En elle on se connaît vraiment soi-même. ». (Journal 18)
- « On a prêché à merveille sur l'éducation qui consiste à prendre possession des facultés pour Dieu. La prudence est la science des saints, des sages. La prudence et la modestie forment le cadre dans lequel se placent les autres vertus. L'éducation de la femme est plus importante que celle de l'homme car elle, ensuite, le formera. ». (Journal 40)
- « Quand j'aime, c'est pour toujours. Une carmélite n'oublie jamais. Depuis sa petite cellule, elle accompagne les âmes qu'elle a aimées dans le monde. ».
- « Je dois m'efforcer pour procurer le bonheur des autres. Ma résolution est de me sacrifier pour tous. »[3].

## Source
- (it) Osservatore Romano: 1987 n. 17 - 1993 n. 14